# Kathellen Sousa
Kathellen Sousa Feitoza (født 26. april 1996), kendt som Kathellen, er en kvindelig brasiliansk fodboldspiller, der spiller forsvar/center for den spanske LaLiga-klub Real Madrid og Brasiliens kvindefodboldlandshold.
Hun blev første gang indkaldt til det brasilianske A-landshold i juni 2018, til en træningsturnering i USA. Da turneringen lagde uden for FIFA's officielle kalenderår stod hun ikke officielt noteret for nogen landskampe før den 26. juli 2018, hvor hun indskiftede Daiane Limeira i 3–1-nederlaget mod Australien.
I starten af 2018 begyndte hun at spille for den franske ligaklub Bordeaux, med hvem hun samme år forlængede yderligere to sæsoner med. Efter et succesfuldt VM i kvindefodbold 2019 i Frankrig var flere europæiske klubber om buddet omkring hende, blandt andet spanske CD Tacón (senere Real Madrid). I stedet fortsatte hun dog i Frankrig og skiftede året efter til italienske Inter Milan.